# Rossel Mountains
Die Rossel Mountains (deutsch: Rosselberge) ist eine Bergkette im Süden der Insel Neuirland. Die Bergkette liegt in der Provinz Neuirland im östlichen Papua-Neuguinea.
Die Berge wurden 1793 von Joseph Bruny d’Entrecasteaux nach dem Geowissenschaftler Élisabeth-Paul-Édouard de Rossel, dem damaligen ersten Offizier der Fregatte Recherche und späteren Konteradmiral benannt.
Das Gebirge steigt bis auf 800 Meter an und schließt sich nordwestlich an das Hans-Meyer-Gebirge an.
Das Gebirge war wie ganz Neuirland im 19. und Anfang des 20. Jahrhunderts Teil der Kolonie Deutsch-Neuguinea.